# Степове (Кременчуцький район)
Степове́ — село в Україні, у Глобинській міській громаді Кременчуцького району Полтавської області. Населення становить на 1 січня 2011 року становить 383 особи. До 2020 орган місцевого самоврядування — Кринківська сільська рада. Також до цієї сільради входили с. Великі Кринки, с. Сіренки, с. Весела Долина та с. Шевченки.

## Географія
Розташоване за 15 км від районного центру м. Глобине за 4 км від села Великі Кринки, дотикається до села Шевченки. Поруч проходить автомобільна дорога Т 1717. Площа населеного пункту — 183,93 га.

## Історія
17 вересня 2008 року колишнє селище отримало статус села.
У Національній книзі пам'яті жертв Голодомору 1932—1933 років в Україні вказано, що 21 житель села загинув від голоду.
12 червня 2020 року, відповідно до розпорядження Кабінету Міністрів України № 721-р «Про визначення адміністративних центрів та затвердження територій територіальних громад Полтавської області», село увійшло до складу Глобинської міської громади.
19 липня 2020 року, в результаті адміністративно - територіальної реформи та ліквідації Глобинського району, село увійшло до складу новоутвореного Кременчуцького району.

## Населення
Населення станом на 1 січня 2011 року становить 383 особи, 157 дворів.
- 2001 — 441
- 2011 — 383 жителі, 157 дворів

### Мова
Розподіл населення за рідною мовою за даними перепису 2001 року:
| Мова       | Кількість | Відсоток |
| ---------- | --------- | -------- |
| українська | 431       | 97.73%   |
| російська  | 9         | 2.04%    |
| білоруська | 1         | 0.23%    |
| Усього     | 625       | 100%     |

## Економіка
На території села діє виробничий підрозділ агрофірма «Степове» товариства з обмеженою відповідальністю інвестиційно-промислової компанії «Полтавазернопродукт» (директор Яроцький О. А.).

## Інфраструктура
Село газифіковане. Є водогін, фельдшерсько-акушерський пункт (завідувач Обуховський І. О.).